# 八角广场

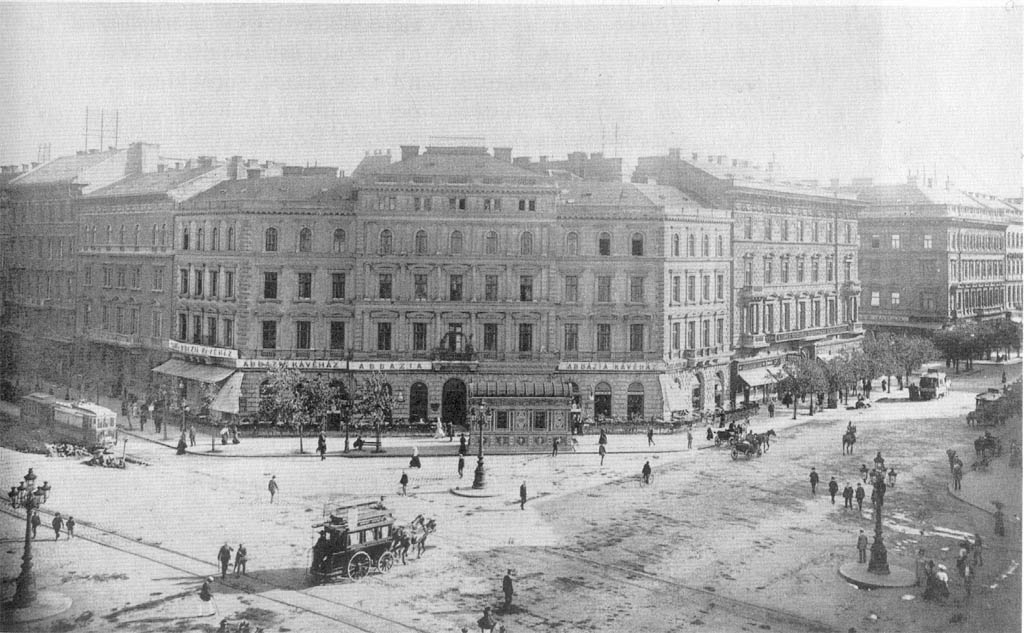
八角广场（約1900年）

八角广场（Oktogon）是匈牙利布达佩斯的一主要路口，在大环路（Nagykörút）和安德拉什大街（Andrássy út）交界处。得名于八角形的形状。
布达佩斯地铁黄线（1号线）设有八角广场站。

## 历史
在1871年兴建安德拉什大街之前，这里是一个大坑，这时填平。此后两年间，根据建筑师Antal Szkalnitzky的规划，环绕路口建成了四座大型建筑物。
八角广场拥有许多名称：从1936年至1945年，它改名为墨索里尼广场，从1945年到1990年，名为11月7日广场。此后，又恢复了原名。

## 外部連結
- Map and Satellite images of the Oktogon Junction

47°30′18.98″N 19°3′48.23″E / 47.5052722°N 19.0633972°E